# The Great Cold Distance
The Great Cold Distance is het zevende album van de Zweedse doommetal-band Katatonia uit 2006. Sinds hun ontstaan in 1991 is Katatonia wat betreft hun sound constant geëvolueerd. Critici aanzien dit album als hun beste tot nu toe.
De plaat werd opgenomen in de Fascination Street studio in Orebro, Zweden. Deze keer zonder de bijdragen van Mikael Åkerfeldt (Opeth) en Dan Swanö (Edge Of Sanity, Nightingale) zoals in het verleden.
De eerste single ‘My Twin’ werd een maand eerder uitgebracht. Andere singles uit het album zijn ‘Deliberation’ en ‘July’ (2007).
Op 12 maart 2007 werd het album heruitgebracht als een dubbel album met 2 bonustracks. Het album haalde de achtste plaats in PopMatters' lijst met beste metal-albums van 2006.

## Track-listing
1. "Leaders" – 4:20
2. "Deliberation" – 3:59
3. "Soil's Song" – 4:12
4. "My Twin" – 3:41
5. "Consternation" – 3:50
6. "Follower" – 4:45
7. "Rusted" – 4:21
8. "Increase" – 4:20
9. "July" – 4:45
10. "In the White" – 4:53
11. "The Itch" – 4:20
12. "Journey through Pressure" – 4:20

## Line-up
- Jonas Renkse – zang
- Anders Nyström – gitaar
- Fred Norrman – gitaar
- Daniel Liljekvist – drums
- Mattias Norrman – basgitaar